# Giro di Romagna 1951
Il Giro di Romagna 1951, ventisettesima edizione della corsa, si svolse il 13 maggio 1951 su un percorso di 260 km. La vittoria fu appannaggio dell'italiano Fiorenzo Magni, che completò il percorso in 6h52'00", precedendo i connazionali Fausto Coppi e Antonio Bevilacqua.

## Ordine d'arrivo (Top 10)
| Pos. | Corridore          | Squadra          | Tempo    |
| ---- | ------------------ | ---------------- | -------- |
| 1    | Fiorenzo Magni     | Ganna-Ursus      | 6h52'00" |
| 2    | Fausto Coppi       | Bianchi-Pirelli  | s.t.     |
| 3    | Antonio Bevilacqua | Benotto          | s.t.     |
| 4    | Fiorenzo Crippa    | Bianchi-Pirelli  | a 10"    |
| 5    | Nedo Logli         | Ganna-Ursus      | a 27"    |
| 6    | Loretto Petrucci   | Taurea           | s.t.     |
| 7    | Renzo Soldani      | Legnano          | s.t.     |
| 8    | Alfredo Pasotti    | Wilier Triestina | s.t.     |
| 9    | Gino Bartali       | Bartali-Ursus    | s.t.     |
| 10   | Danilo Barozzi     | Atala            | s.t.     |